# Überdruck (Briefmarke)

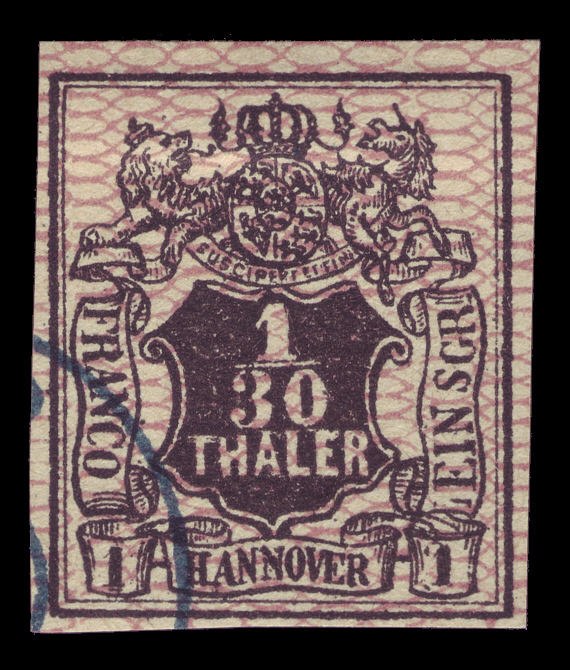
Trotz Überdrucks gefälschte Marke des Königreichs Hannover 1856

Als Überdruck wird ein nach dem eigentlichen Druck der Briefmarken vorgenommener zweiter Druck bezeichnet, der über den gesamten Druckbogen reicht. Zumeist handelt es sich dabei um einen zarten Farbdruck, der mitunter zur Verbesserung der Bildwirkung, häufiger jedoch als Sicherheits- bzw. Schutz-Überdruck vorgenommen wird. 
Dem Ziel, Fälschungen von Briefmarken zum Schaden der Post zu verhindern, dienten z. B. farbige Netzwerk-Überdrucke, wie wir sie bei den 1856 im Königreich Hannover herausgegebenen Freimarken finden. 
Eine besondere Form des Überdrucks stellt der kaum sichtbare Kreideaufdruck dar, der zumeist in Gitter- oder Rautenform aufgetragen wurde und dazu beitragen sollte, die Empfindlichkeit der Markenoberfläche gegenüber chemischen Manipulationen deutlich zu erhöhen. So wollte man verhindern, dass Entwertungsmerkmale (Poststempel, Federzugentwertungen) von Briefmarken entfernt und diese ein zweites Mal für die Freimachung von Postsendungen verwendet werden konnten. Auch der bei österreichischen Briefmarken zwischen 1901 und 1905 zu findende Auftrag von glänzenden Lackstreifen diente diesem Ziel.
Der beginnende Einsatz von elektronischen Briefsortier- und Stempelautomaten machte es notwendig, Postwertzeichen so zu präparieren, dass sie von den Verarbeitungsmaschinen auf Briefen und Postkarten erkannt werden konnten. Nur so war es möglich, Postsendungen für die maschinelle Abstempelung richtig aufzustellen beziehungsweise unfrankierte Sendungen auszusortieren. Neben der Möglichkeit des Briefmarkendrucks auf fluoreszierendem Papier oder mit fluoreszierenden Farben nutzten einige Länder dafür auch den Überdruck mit phosphorhaltigen (fluoreszierenden) Streifen auf der Markenvorderseite. Solche Phosphorstreifen-Überdrucke finden wir auf Postwertzeichen Großbritanniens (seit 1962) und Frankreichs (seit 1963). Eher selten zur Anwendung kamen Überdrucke mit Naphthadag (häufig Naphtadag geschrieben)-Streifen (Graphit-Naphtha-Lösung). Wir finden sie bei Marken Großbritanniens von 1957. 
Die Bezeichnung Überdruck wird teilweise auch für die bei Briefmarken häufig zu findenden Aufdrucke verwendet, jedoch sollte hier klar unterschieden werden.